# Ede Tóth (Tennisspieler)

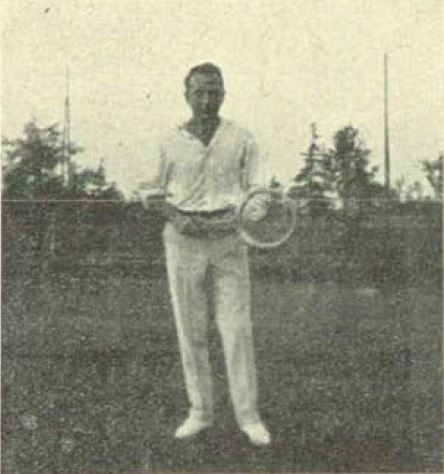
Tóth (1929)

Ede Tóth (* 11. März 1884 in Nagyvárad, Königreich Ungarn; † 1943 in Budapest) war ein ungarischer Tennisspieler.

## Biografie
Tóth gewann 1904 und 1908 die ungarischen Meisterschaften. Er nahm 1908 am Tenniswettbewerb der Olympischen Sommerspiele in London teil. Im Einzel gewann er gegen Josef Gruss und schied in der nächsten Runde gegen James Parke aus. Im Doppel trat er mit Jenő Zsigmondy an und verlor gleich zum Auftakt gegen die britische Paarung aus Josiah Ritchie und James Parke, die später Silber gewannen.
Nach seiner aktiven Karriere diente Tóth kurzzeitig als Nationaltrainer und war ein Mitglied der Hungarian National Lawn Tennis Federation, bei der er später Ehrenmitglied wurde.